# Березка Михайло Васильович
Миха́йло Васи́льович Бере́зка (нар. 17 жовтня 1996, с. Бринці-Церковні, Жидачівський район, Львівська область, Україна — 8 червня 2017, с. Катеринівка, Попаснянський район, Луганська область, Україна) — солдат Збройних сил України, учасник російсько-української війни.

## Життєпис
Народився 1996 року в селі Бринці-Церковні на Львівщині. Закінчив сільську загальноосвітню школу. Опісля, навчався у ДНЗ “Львівське вище професійне політехнічне училище” за професією “Штукатур, лицювальник-плиточник, маляр”.
Під час російської збройної агресії проти України у серпні 2016 року вступив на військову службу за контрактом.
Солдат, водій 3-го механізованого батальйону 24-ї окремої механізованої бригади, військова частина А0998, м. Яворів.
З 5 листопада 2016 року виконував завдання на території проведення антитерористичній операції, у Попаснянському районі на Луганщині.
8 червня 2017 року близько 13:10 загинув внаслідок мінометного обстрілу позиції бригади поблизу села Катеринівка.
Похований 11 червня на кладовищі рідного села Бринці-Церковні Вибранівського старостинського округу Ходорівської об'єднаної громади.
Залишились мати Стефанія Андріївна та сестра Марія, батько помер кілька років тому.

## Нагороди та вшанування

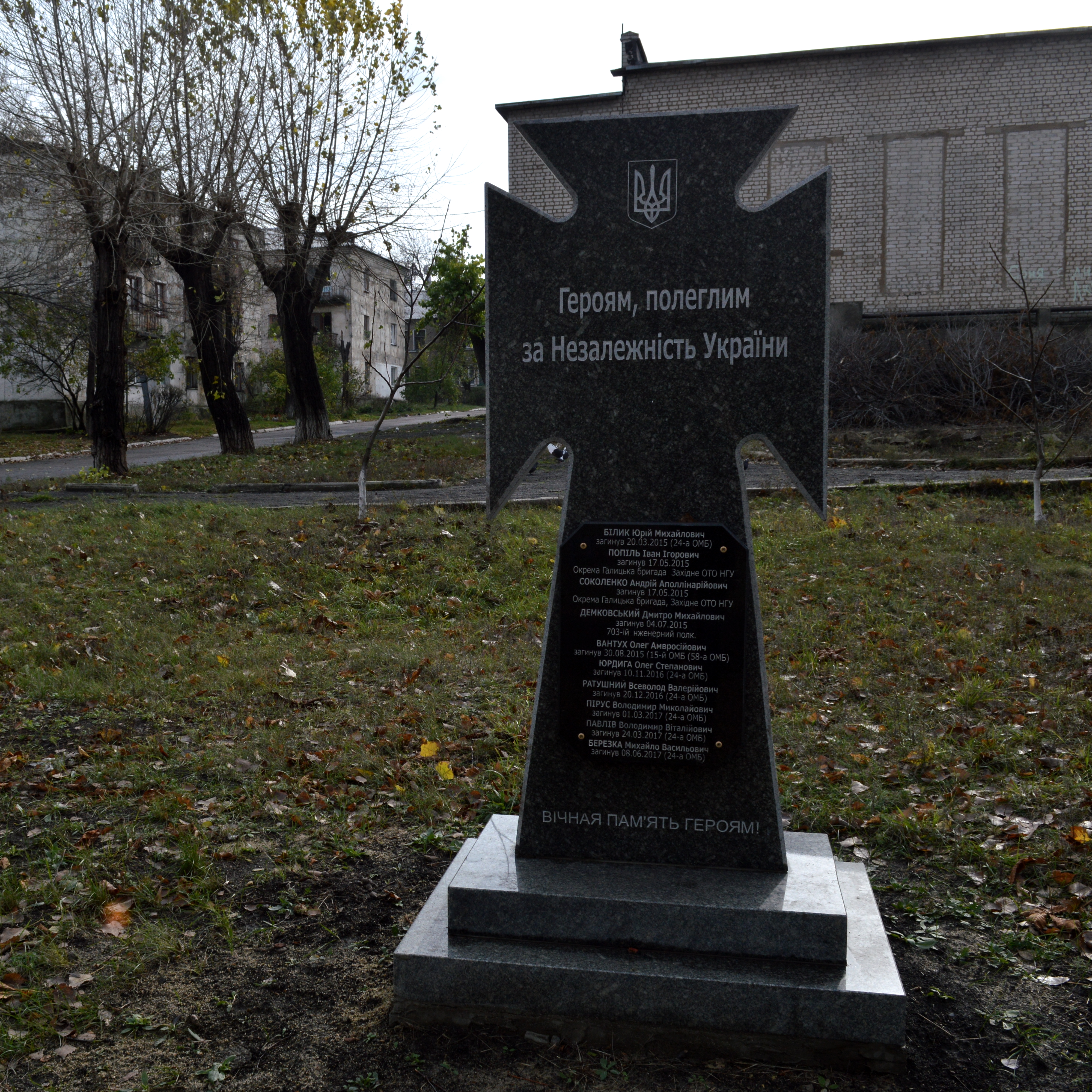
Пам'ятник загиблим українським воякам у селищі Новотошківське.

- Указом Президента України № 12/2018 від 22 січня 2018 року, за особисту мужність і самовіддані дії, виявлені у захисті державного суверенітету та територіальної цілісності України, зразкове виконання військового обов'язку, нагороджений орденом «За мужність» III ступеня (посмертно)[7].